# Klejtrup Sogn
Klejtrup Sogn er et sogn i Viborg Østre Provsti (Viborg Stift).
I 1800-tallet var Klejtrup Sogn og Vester Bjerregrav Sogn annekser til Hersom Sogn. Alle 3 sogne hørte til Rinds Herred i Viborg Amt. Hersom-Klejtrup-Vester Bjerregrav var én sognekommune, men den blev senere delt i to så Klejtrup blev selvstændig. Ved kommunalreformen i 1970 blev begge sognekommuner indlemmet i Møldrup Kommune, som ved strukturreformen i 2007 indgik i Viborg Kommune.
I Klejtrup Sogn ligger Klejtrup Kirke og Klejtrup Voldsted.
I sognet findes følgende autoriserede stednavne:
- Fristrup (bebyggelse, ejerlav)
- Hejring (bebyggelse, ejerlav)
- Hærup (bebyggelse, ejerlav)
- Hærup Sø (vandareal)
- Klejtrup (bebyggelse, ejerlav)
- Klejtrup Sø (vandareal)
- Skårup (bebyggelse, ejerlav)